# Cyathea barringtonii
Cyathea barringtonii är en ormbunkeart som beskrevs av Alan Reid Smith och David Bruce Lellinger. Cyathea barringtonii ingår i släktet Cyathea och familjen Cyatheaceae. Inga underarter finns listade.